# 12″ singl
12″ singl (též maxisingl nebo dvanáctipalec) je typ gramofonové desky. Zrod 12″ singlu je časově dán sedmdesátými lety a tedy dobou vzniku disca. Za vynálezce 12″ singlu je považován Tom Moulton – americký producent, remixér a spoluautor mnoha slavných alb z této éry (Gloria Gaynor). Ten potřeboval (nejdříve jen pro své potřeby ve formě jednorázové kopie, tzv. acetátu) delší a kvalitnější zvukovou stopu, než jakou nabízel malý singl (SP, single play, 7″). Rozprostřel tedy jednu jedinou skladbu na plochu původně určenou k vylisování LP desky a dosáhl tak kýženého efektu: větší dynamika záznamu, hlubší a výraznější basy, delší záznam – až do cca 20 minut.
Rozšíření formátu 12″ singlu se poté spolupodílelo na rozvoji disca, funku a dalších následujících směrů, které přišly v sedmdesátých a osmdesátých letech až do nástupu elektronické taneční scény, která tento formát využívala především v letech devadesátých.
12″ singl používali pro svou živou produkci v klubech a diskotékách především diskžokejové. V letech sedmdesátých a osmdesátých, vedle magnetofonového záznamu, v podstatě výhradně. Na 12″ singlech vycházely jiné, tzv. extended, tedy rozšířené, a často i jinými než originálními producenty přemíchané, delší verze nahrávek – na rozdíl od 7″ singlů, které byly určené převážně pro komerčnější, radiové, verze skladeb.
Obliba 12″ singlu je však značná i po roce 2000. S návratem vinylové kultury a ztrátě výlučného postavení CD nosiče je zde značný počet producentů, malých i větších labelů, které vydávají své nahrávky pouze na 12″ singlu.

## Technické vlastnosti
Dvanáctipalcové singly mají obvykle mnohem kratší dobu hraní než LP v plné délce, a proto vyžadují méně drážek na palec. Tento prostor navíc umožňuje širší dynamický rozsah nebo hlasitější úroveň záznamu, protože výchylky drážek (tj. šířka vln drážek a vzdálenost uražená ze strany na stranu dotykovým perem gramofonu) mohou být mnohem větší, pokud jde o amplitudu, zejména u basových frekvencí. důležité pro taneční hudbu. Mnoho nahrávacích společností v 70. letech začalo produkovat 12palcové (30 cm) singly při 33+1⁄3 otáčkách za minutu, ačkoli 45 otáček za minutu poskytuje lepší odezvu výšek